# Sonata para piano n.º 13 (Mozart)
La Sonata para piano n.º 13 en si bemol mayor, K. 333/315c fue compuesta por Wolfgang Amadeus Mozart en Linz a finales de 1783.

## Datación
No hay duda de que esta sonata fue publicada por vez primera el 21 de abril de 1784 en Viena por Christoph Torricella (junto con la KV 284 y la KV 454, como opus 7). Sin embargo, la auténtica fecha de composición es más difícil de determinar. En la primera edición de su catálogo (1862), Ludwig von Köchel dio la fecha hipotética de 1779, posteriormente aclarada por Georges de Saint-Foix (1936) a «Salzburgo, comienzos de enero-marzo de 1779». No obstante, Alfred Einstein, en la tercera edición del catálogo Köchel (1937) estableció que la sonata fue compuesta «a finales del verano de 1778 en París». Esta fecha se mantuvo hasta la sexta edición del catálogo Köchel (1964).
Más recientemente, esta fecha ha sido rechazada a raíz de los hallazgos de Wolfgang Plath y Alan Tyson. Sobre la base de los escritos de Mozart, Plath afirma que la pieza fue escrita entre 1783 y 1784, «probablemente no mucho tiempo antes de la aparición de su primera edición». Además, Tyson demuestra convincentemente que la obra fue compuesta a finales de 1783, probablemente en noviembre, aproximadamente en el momento en que se escribió la Sinfonía Linz, KV 425, cuando el matrimonio Mozart hizo escala en Linz durante su viaje de regreso a Viena desde Salzburgo. Esta nueva datación se ve, asimismo, apoyada por criterios estilísticos.

## Estructura
Consta de tres movimientos:
1. Allegro
2. Andante cantabile
3. Allegretto grazioso

Su interpretación dura veintitrés minutos aproximadamente.

### I.Allegro
La melodía del primer movimiento es juguetona, sencilla y ágil, acompañada por un bajo de Alberti en la mano izquierda. Mientras se establecen los primeros compases, el nivel va subiendo y de vez en cuando se reanuda desde un nivel relativamente más bajo.
El tema se repite, pero va variando, y el clímax se construye lentamente y se alcanza con el arpegio de fa mayor. El carácter se suaviza y se establece una frase que se repite dos veces en fa mayor pero varía ligeramente con la tonalidad. La primera parte finaliza lentamente con el arpegio familiar, siendo el acorde interpretado repetidamente.
La segunda parte es introducida variando el tema tres veces hasta llegar a una tonalidad menor. Lentamente, se restablece la tonalidad de si bemol mayor interpretando brevemente el tema en una tonalidad menor, a partir de la cual va construyéndose una tonalidad más alta.
La tercera parte repite la primera parte pero en una tonalidad más alta y con pequeñas variaciones. Esta parte termina en la misma tonalidad con un ligero cambio al modo menor en los últimos compases, aunque estableciéndose la tonalidad principal finalmente para concluir el primer movimiento.

### II.Andante cantabile
El segundo movimiento es un andante cantabile en mi bemol mayor, y se inicia con terceras en la mano derecha que progresan hasta llegar al tema más lírico del movimiento, acompañado por fluidas tríadas quebradas en la mano izquierda. Pronto, modula a si bemol mayor, para dar paso a una sección con carácter de minueto. A continuación, el movimiento empieza a modular a mi bemol mayor para una repetir la exposición; sin embargo, después de la primera repetición, justo cuando parece establecerse de nuevo en mi bemol mayor, da comienzo el desarrollo en fa menor. Desde fa menor, modula a do menor, a la bemol mayor, a fa menor, a re bemol menor y, finalmente, a mi bemol mayor, dando comienzo la recapitulación. A lo largo del segundo movimiento, está presente el cromatismo, lo que en ocasiones provoca una ligera sensación de disonancia.

### III.Allegretto
El tercer movimiento (rondó sonata) exhibe una gran similitud con el primer movimiento en cuanto a patrones de acordes y frases musicales. La primera parte es sencilla y juguetona. El tema se repite pero con acordes quebrados acompañando a la melodía. Al carácter se suaviza lentamente pero se establece rápidamente una difícil melodía, que concluye en un clímax. 
En la segunda parte del movimiento, se repite la primera parte del mismo hasta que su curso cambia a una tonalidad menor. Aparecen a continuación dos frases que se repiten de diferentes tonalidades.
La tercera parte entra de forma rápida e inesperada, llegando a una sección en la que las tonalidades mayores y menores cambian cada pocos compases. Lentamente, regresa al modo mayor, repitiendo el tema inicial por segunda vez. Seguidamente, aparecen frases adaptadas del primer movimiento, surgiendo una serie de arpegios que conducen a un breve pausa, que precede la repetición final del primer tema con variaciones del acompañamiento, finalizando así la obra.